# Pietro Augustoni
Pietro Augustoni (Como, 2 settembre 1741 – Fermo, 12 ottobre 1815) è stato un architetto italiano.

## Biografia
Anche se nativo di Como, fu attivo come architetto e ingegnere nelle Marche, soprattutto a Fermo, dove si era trasferito, lavorando spesso in coppia con l'architetto fermano Luigi Paglialunga.

### Opere
- Palazzo Vitali, Fermo
- Palazzo Nannarini, Fermo
- Palazzo Erioni, Fermo
- Palazzo Pelagallo, Fermo
- Completamento della parte superiore, con scalinata, dell'ex Seminario arcivescovile, 1770-76, Fermo
- Facciata della chiesa di San Francesco, Fermo
- Prospettiva di San Savino, Fermo
- Rifacimento della chiesa del Carmine, 1794, Fermo
- Interno della chiesa di San Zenone, Fermo
- Chiesa di Santa Maria del Monte, 1770, Caldarola
- Chiesa di San Pio, 1779, Grottammare
- Palazzo municipale, 1780-1805, Loro Piceno
- Sistemazione interna del convento dei Filippini (oggi Palazzo del governo), 1784, Ascoli Piceno
- Facciata della chiesa di San Filippo Neri, Recanati
- Chiesa di San Filippo Neri, Treia
- Collegiata Santo Stefano, Monte San Giusto
- Palazzo Zen poi divenuta sede dei Priori “Sacra congregazione del Buon Convento” di Montegranaro che amministravano i beni della chiesa, qui realizzò nel 1778 il loggiato composto da quattro arcate, fu chiamata anche “casa delle logge”.  Montegranaro